# Pedro Puche Lorenzo
Pedro Puche Lorenzo (Iecla, 1887-Barcelona, 9 de juliol de 1959) va ser un director de cinema, guionista, lletrista i director de doblatge espanyol.

## Biografia
Va estudiar Magisteri i Dret, carrera en la qual es va llicenciar. Va treballar com a periodista i molt jove va començar a escriure poesia, obres teatrals (Me quiero casar, El cantor...), lletres de cuplets (Nena, Bésame, bésame o Mírame siempre, que posteriorment cantaria Sara Montiel). o llibrets de sarsuela (El aguilón, de Joaquín Zamacois o Fiat-Lux, d'Isidro Roselló i Felipe Caparrós). També va ser director i dialoguista de doblatge. Es va instal·lar en Barcelona en 1932, on va arribar a dirigir els recentment creats estudis Trilla-La Riva, i va col·laborar en els guions de pel·lícules com Pasa el amor (1933), d'Adolf Trotz o Incertidumbre (1936), d'Isidro Socías i Juan Parellada. El 1935 va dirigir la seva primera pel·lícula, sota el pseudònim de James Bauer. Es tractava de No me mates (los misterios del Barrio Chino), una paròdia del gènere policíac.
En esclatar la Guerra Civil, la producció cinematogràfica a Barcelona va quedar en mans de la CNT-FAI, ja que el Sindicat de la Indústria de l'Espectacle (SIE) va col·lectivitzar les sales d'exhibició i la major part dels estudis cinematogràfics de Barcelona. Naixia així la productora SIE Films, per a la qual treballaria Puche i que va produir diverses pel·lícules durant la guerra. Inicialment, les produccions confederals van ser curtmetratges, de contingut fonamentalment propagandístic o d'adoctrinament. Puche va dirigir en 1937 La última, un curt que tractava de conscienciar dels perills de l'alcoholisme i que possiblement formava part d'alguna campanyes pedagògiques anarquistes per a la «higienització dels costums». No obstant això, no va arribar a estrenar-se. Posteriorment, es van abordar també llargmetratges de ficció, dels quals van arribar a realitzar-se quatre. Els primers van ser Aurora de esperanza i Barrios bajos. Aquest va ser rodat al gener i febrer de 1937, en els estudis Orphea, sota la direcció de Pedro Puche. D'acord amb el testimoniatge del seu fill, Puche va acceptar l'encàrrec de dirigir la cinta per «necessitats econòmiques». La pel·lícula, un melodrama, va tenir gran èxit comercial, encara que no va ser del grat dels dirigents confederals.
Després de la guerra, va haver de passar davant un tribunal de depuració franquista per la seva col·laboració amb SIE Films durant la contesa. Va ser exonerat, per la qual cosa va poder continuar la seva carrera artística, pràcticament de manera immediata, ja que ja en 1939 va dirigir la pel·lícula Manolenka, una adaptació d'una obra de Adolfo Torrado i Leandro Navarro, amb guió de Ramón Torrado i Heriberto Santaballa Valdés, i Lina Yegros de protagonista. En 1941 va fundar la productora Ritmo, per la que v dirigiE dues pel·lícules més, que també va guionitzar: Una conquista difícil (1941), adaptació d'una obra teatral de Rafael López de Haro, i Mi adorable secretaria (1942), ambdues amb Maruchi Fresno com a protagonista. El 1943 va crear, amb Saturnino Ulargui i José Riera, un estudi de doblatge denominat Parlo Films, al front dels quals va estar Puche fins a la seva mort. A més de dirigir el doblatge de pel·lícules estrangeres al castellà, Puche va ser el director de doblatge de la pel·lícula d'animació El cigronet valent (1945) i de la seva seqüela, Alegres vacaciones (1948).

## Filmografia
| Any  | Trrball                                      | Acreditat com | Acreditat com | Acreditat com        |
| Any  | Trrball                                      | Director      | Guionista     | Director de doblatge |
| ---- | -------------------------------------------- | ------------- | ------------- | -------------------- |
| 1933 | Pasa el amor                                 |               | Sí            |                      |
| 1935 | No me mates (los misterios del Barrio Chino) | Sí            |               |                      |
| 1936 | Incertidumbre                                |               | Sí            |                      |
| 1936 | La última (curtmetratge)                     | Sí            |               |                      |
| 1937 | Barrios bajos                                | Sí            | Sí            |                      |
| 1939 | Manolenka                                    | Sí            | Sí            |                      |
| 1941 | Una conquista difícil                        | Sí            | Sí            |                      |
| 1942 | Mi adorable secretaria                       | Sí            | Sí            |                      |
| 1945 | Cigronet valent (animació)                   |               |               | Sí                   |
| 1948 | Alegres vacaciones (animació)                |               |               | Sí                   |